# Провулок Коллонтай (Київ)
Прову́лок Коллонта́й — зниклий провулок, що існував у Ленінградському (нині — територія Святошинського району) міста Києва, селище Біличі. Пролягав від вулиці Коллонтай. 

## Історія
Виник у 1-й половині XX століття під назвою провулок Крупської, на честь Надії Крупської, радянського державного діяча, дружини Володимира Ульянова (Леніна). Назву провулок Коллонтай, на честь радянського державного діяча Олександри Коллонтай, провулок отримав 1966 року. 
Ліквідований наприкінці 1980-х років у зв'язку з частковим знесенням старої забудови селища Біличі та будівництва багатоповерхових будинків.